# Military Sealift Command
Military Sealift Command (MSC) je organizace Námořnictva Spojených států amerických provozující většinu jeho zásobovacích a transportních lodí. Organizace vznikla 1. října 1949 jako Military Sea Transportation Service (MSTS) sloučením několika vládních organizací zajišťujících námořní přepravu. Svůj dnešní název nese od roku 1970. Plavidla MSC mají civilní posádky.
MSC je organizován do pěti oblastí – Combat Logistics Force, Special Mission, Prepositioning, Service Support a Sealift.